# KCNK12
KCNK12 (англ. Potassium two pore domain channel subfamily K member 12) – білок, який кодується однойменним геном, розташованим у людей на короткому плечі 2-ї хромосоми.  Довжина поліпептидного ланцюга білка становить 430 амінокислот, а молекулярна маса — 46 889.
| 10         |  | 20         |  | 30         |  | 40         |  | 50         |
| ---------- |  | ---------- |  | ---------- |  | ---------- |  | ---------- |
| MSSRSPRPPP |  | RRSRRRLPRP |  | SCCCCCCRRS |  | HLNEDTGRFV |  | LLAALIGLYL |
| VAGATVFSAL |  | ESPGEAEARA |  | RWGATLRNFS |  | AAHGVAEPEL |  | RAFLRHYEAA |
| LAAGVRADAL |  | RPRWDFPGAF |  | YFVGTVVSTI |  | GFGMTTPATV |  | GGKAFLIAYG |
| LFGCAGTILF |  | FNLFLERIIS |  | LLAFIMRACR |  | ERQLRRSGLL |  | PATFRRGSAL |
| SEADSLAGWK |  | PSVYHVLLIL |  | GLFAVLLSCC |  | ASAMYTSVEG |  | WDYVDSLYFC |
| FVTFSTIGFG |  | DLVSSQHAAY |  | RNQGLYRLGN |  | FLFILLGVCC |  | IYSLFNVISI |
| LIKQVLNWML |  | RKLSCRCCAR |  | CCPAPGAPLA |  | RRNAITPGSR |  | LRRRLAALGA |
| DPAARDSDAE |  | GRRLSGELIS |  | MRDLTASNKV |  | SLALLQKQLS |  | ETANGYPRSV |
| CVNTRQNGFS |  | GGVGALGIMN |  | NRLAETSASR |  |            |  |            |

A: Аланін

C: Цистеїн

D: Аспарагінова кислота

E: Глутамінова кислота

F: Фенілаланін

G: Гліцин

H: Гістидин

I: Ізолейцин

K: Лізин

L: Лейцин

M: Метіонін

N: Аспарагін

P: Пролін

Q: Глутамін

R: Аргінін

S: Серин

T: Треонін

V: Валін

W: Триптофан

Кодований геном білок за функціями належить до іонних каналів, потенціалзалежних каналів. 
Задіяний у таких біологічних процесах як транспорт іонів, транспорт, транспорт калію. 
Білок має сайт для зв'язування з калію. 
Локалізований у мембрані.